# Знання

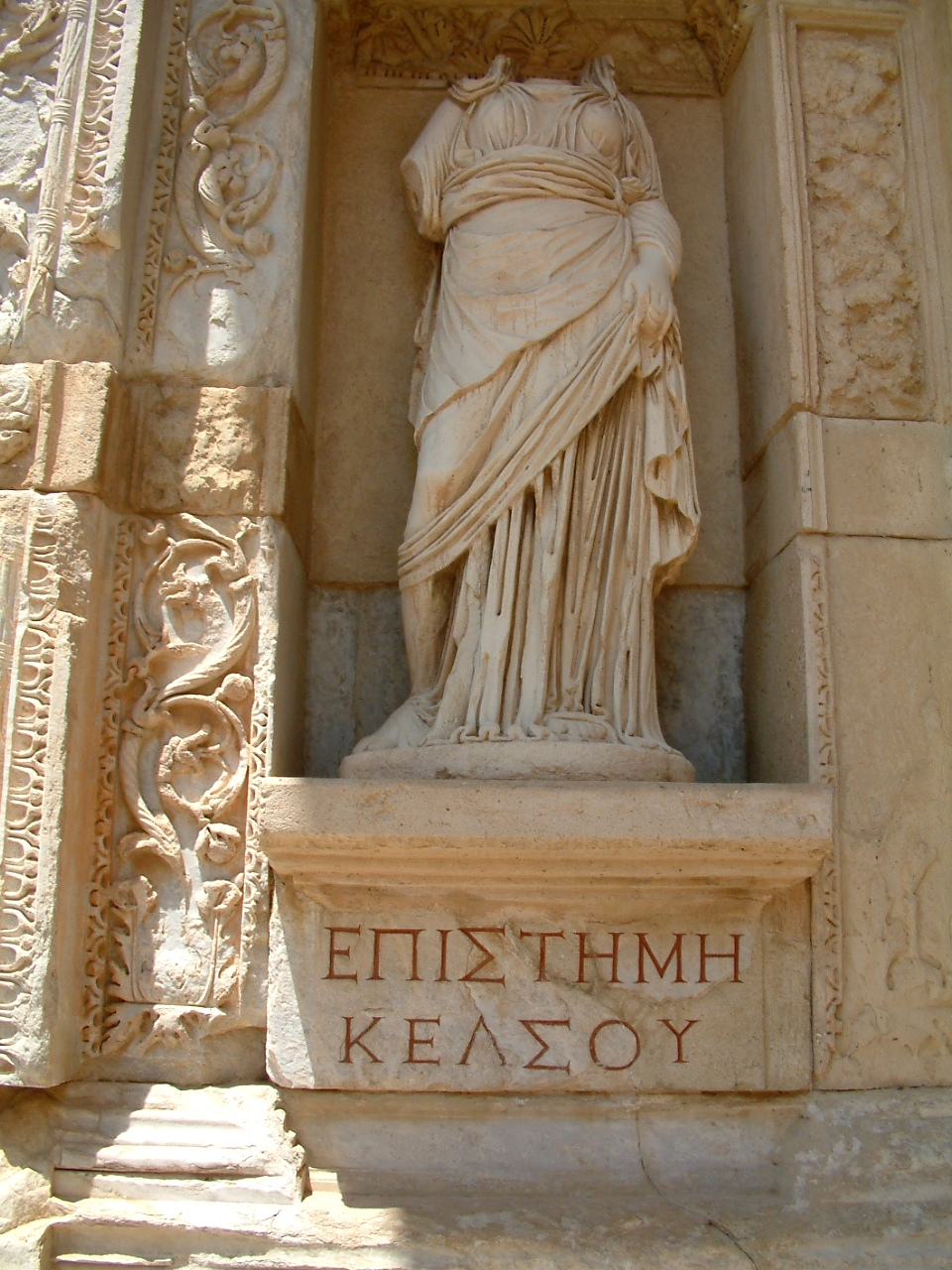
Епістема, персоніфікація знань. Бібліотека Цельса в Ефесі, Туреччина

Знання — це знайомство, обізнаність чи розуміння когось або чогось, наприклад, фактів, інформації, описів або навичок. Знання отримується через досвід або освіту шляхом спостереження, дослідження чи навчання. Це фундаментальне поняття, щодо якого не існує однозначного визначення. У різних науках та академічних дисциплінах, які розглядають цей феномен (передовсім у філософії, епістемології, психології, когнітивних науках, антропології, соціології), є власні тлумачення.
Так, у філософії це фундаментальна категорія, визначена у Філософському словнику як «форма духовного засвоєння результатів пізнання, процесу відображення дійсності, що характеризується усвідомленням їх істинності»[сторінка?]. Знання можна визначити також як форму інформації, існування систематизованого результату інтелектуальної діяльності людини (пізнання)[джерело?] — з огляду на фундаментальність поняття його важко виразити через простіші філософські категорії[сторінка?]. Наприклад, за словами Платона знання — це «підтверджена істинна віра». Знання протилежне незнанню, тобто відсутності перевіреної інформації про що-небудь.
Виділяють[хто?] різні види знання: істинне (у стародавніх греків епістеме), наукове, повсякденне (у стародавніх греків докса), інтуїтивне, релігійне та інші[джерело?]. Повсякденне знання служить основою орієнтації людини в навколишньому світі, основою її повсякденної поведінки і передбачення, але звичайно містить помилки і протиріччя[джерело?]. Науковому знанню властиві логічна обґрунтованість, доведеність, відтворення результатів, прагнення до усунення помилок і подолання суперечок[джерело?].
3нання, набуте людством, фіксується в знаках природних і штучних мов, наприклад у текстах[джерело?]. Аналіз сутності знання, його становлення, критеріїв істинності та цінності є предметом галузі філософії епістемології[сторінка?]. У пострадянських країнах частіше вживається термін теорія пізнання або гносеологія. Тоді як епістемологія більше зосереджена на структурі самого знання, гносеологія розглядає в першу чергу процес отримання знань суб'єктом пізнання. З іншого, практичного боку, педагогіка вивчає не саму суть знання, а методи його ефективної передачі[сторінка?].

## Проблема означення

Знання, як його визначав Платон (підтвержена істинна віра), можна зобразити у вигляді кіл Ейлера.

Серед філософів досі немає одностайної думки щодо визначення поняття знання . Наведене в преамбулі статті визначення з філософського словника має ваду циклічності, оскільки опираєтся на процес пізнання, який в свою чергу визначаєтся як акумуляція знань[джерело?]. Це означення в руслі діалектичного матеріалізму неявно опирається на ленінську теорію свідомості як відображення, однак у слова «духовне засвоєння» в ньому виникає подив і здаються непослідовними[джерело?].
Більшість мислителів притримується думки, що аби щось вважалося знанням, це щось повинно задовольняти три критерії (відповідно до Платонового визначення знання як підтвердженої істинної віри)[джерело?]:
- бути підтвердженим
- бути істиним
- заслуговувати на довіру

Проте, проблема Геттьєра, сформульована американським філолософом Едмундом Геттьєром, демонструє, що в цього означення є недоліки. Геттьєр зауважив, що певне твердження може бути істинним і підтвердженим авторитетним джерелом, однак це підтвердження все ж хибне. Він навів гіпотетичний випадок із переглядом по телевізору тенісного матчу між Джоном Макінроєм та Джиммі Конорсом. Макінрой виграв, і насправді Макінрой в тому турнірі виграв, однак виявилося, що він переглядав матч торішнього турніру, в якому Макінрой теж виграв. Запропоновано ряд альтернатив, що намагаються обійти гіпотетичне заперечення Гетьєра, зокрема доводи Роберта Нозіка на користь вимоги «дослідження істини» і додаткову вимогу Саймона Блекберна, що ми не стверджуватимемо, що кожен, хто задовольняє будь-якому з цих критеріїв «через хибу, ваду, помилку» має справжнє знання. Річард Кіркхем робить припущення, що наше визначення знання повинне вимагати, щоб свідчення віри з необхідністю означали істинність.
А от Людвіг Віттгенштайн зауважував у дусі парадоксу Мура, що можна сказати «Він вірить у це, але це не так», але сказати «Він знає це, але це не так» не можна. Далі Віттгенштайн відзначає, що таке твердження відповідає не визначеному ментальному станові, а радше визначеному способові говорити про переконання. Різниця тут не в ментальному станові мовців, але в тому, що вони роблять. У цьому сенсі знання того, що чайник кипить, означає не перебування в особливому ментальному стані, а виконання конкретного завдання щодо твердження про кипіння чайника. Віттгенштайн намагався обійти важку проблему визначення, вивчаючи й аналізуючи те, як слово «знання» використовується в природних мовах. Він відніс слово «знання» до категорії слів із родинною схожістю. Під впливом цієї думки слово «знання» було реконструйовано як кластерну концепцію, яка схоплює суттєві риси, тоді як визначенню таке не до снаги.
Фрідріх Гаєк в своїй книзі "Конституція свободи" зазначає, що «знання існує тільки як знання індивідів. Говорити про знання суспільства в цілому можна тільки метафорично.» (С.32)

### Інші спроби означення
Знання́ — суб'єктивний образ об'єктивної реальності, тобто адекватне відзеркалення зовнішнього і внутрішнього світу в свідомості людини у формі уявлень, понять, думок, теорій[джерело?]. У широкому сенсі — це сукупність понять, теоретичних побудов і уявлень., а у вузькому  — дані, інформація[джерело?]. Знання́ предмету — упевнене розуміння предмету, уміння самостійно поводитися з ним, розбиратися в ньому, а також використовувати для досягнення поставленої мети[джерело?].
У теорії штучного інтелекту знання — це сукупність даних (у індивіда, суспільства або у системи штучного інтелекту) про світ, що включають інформацію про властивості об'єктів, закономірності процесів і явищ, а також правила використання цієї інформації для ухвалення рішень[джерело?]. Правила використання включають систему причинно-наслідкових зв'язків. Головна відмінність знань від даних полягає в їхній активності, тобто поява в базі нових фактів або встановлення нових зв'язків може стати джерелом змін в ухваленні рішень[джерело?].

## Роль знань у житті людини та людства
Мислення людини неодноразово звертається до її особистих знань при розв'язанні кожної проблеми й прийнятті кожного рішення[джерело?]. Перш за все людина повинна розпізнати ситуацію, інформацію про яку вона отримує від органів чуття, визначити чи траплялася така ситуація раніше, тобто класифікувати її[джерело?]. При цьому людина опирається на знання, вироблені попереднім досвідом[джерело?]. Коли ситуацію класифіковано, людина запитує у своїх знань, чи відома успішна дія в цій ситуації[джерело?]. Якщо успішна дія відома, то виробляється гіпотетичне рішення як діяти, яке проходить перевірку розсудком[джерело?]. Виконуючи таку перевірку, розсудок знову звертається до особистих знань людини[джерело?]. На певному етапі процесу мислення виробляється впевненість у правильності рішення, яка переходить у віру, а потім у дію[джерело?]. Якщо розв'язку проблеми знайти не вдалося, або проблему взагалі не класифіковано, рішення не виробляється, людина вагається[джерело?].
Після успішної чи неуспішної дії, людина робить висновок і вносить корективи в свої знання[джерело?]. Тобто, по суті знання є спресованим і проаналізованим попереднім досвідом[джерело?]. Те, як такі процеси відбуваються на фізико-біологічному рівні, достеменно невідомо й є предметом вивчення багатьох наукових дисциплін, серед яких віділяються філософія свідомості та когнітивна наука[джерело?]. Незрозуміло, наприклад, як знання зберігаються в пам'яті на фізичному й організаційному рівні, як здійснюється швидкий доступ до потрібної інформації тощо?[джерело?]
Отже, особисті знання людини динамічні, весь час змінюються, доповнюються й виправляються, а часто й забуваються[джерело?]. Однак людина має здатність обмінюватися знаннями, збагачувати свої знання за рахунок знань інших людей[джерело?]. Людині властиво навчатися й навчати[джерело?]. Так виробляється знання усього людства[джерело?]. Передача знань може здійсноватися усно[джерело?], тобто від однієї людини до іншої, або іншим способом комунікації, зокрема з використанням письма[джерело?]. Закодовані знання людства, що значно перевищують за обсягом знання кожної конкретної людини[джерело?], зберігаються в бібліотеках, банках даних, в комп'ютерних меражах здебільшого в письмовій формі, але дедалі частіше й в інших формах — візуальній, аудіальній тощо[джерело?].
Знання кожної конкретної людини завжди часткові, неповні[джерело?]. Як людині так і людству загалом властиве прагнення до збільшення обсягу знань[джерело?]. Людина при цьому може звернутися до знань людства, але їй також притаманне експериментування, дослідження невідомих ситуацій, збагачення особистого досвіду[джерело?]. Людство загалом намагається збагатити знання через науку[джерело?]. Стародавні зображували знання людства у вигляді круга: всередині відоме, зовні — невідоме, а межа між відомим та невідомим позначає пізнання[джерело?].

## Класифікація знань

### За природою
Знання можуть бути[джерело?]:
- декларативні
- процедурні

Декларативні знання містять в собі лише уявлення про структуру певних понять. Ці знання наближені до даних, фактів. Наприклад: вищий навчальний заклад є сукупністю факультетів, а кожен факультет у свою чергу є сукупністю кафедр[джерело?].
Процедурні знання мають активну природу[джерело?]. Вони визначають уявлення про засоби і шляхи отримання нових знань, перевірки знань[джерело?]. Це алгоритми різного роду. Наприклад: метод мозкового штурму для пошуку нових ідей[джерело?].

### За ступенем науковості
Знання можуть бути науковими і позанауковими.
Наукові знання можуть бути[джерело?]:
- емпіричними, отриманими на основі досвіду або спостереження[джерело?]
- теоретичними, отриманими на основі аналізу абстрактних моделей[джерело?].

Теоретичні знання — абстракції, аналогії, схеми, що відображають структуру і природу процесів, що протікають у предметній сфері. Ці знання пояснюють явища й можуть використовуватися для прогнозування поведінки об'єктів[джерело?].
Ненаукові знання можуть бути:
- позанаукові — знання несумісні з наявним гносеологічним стандартом. Широкий клас паранаукового (пара від грец. — біля, при) знання включає вчення або роздуми про феномени, пояснення яких не є переконливим з погляду критеріїв науковості;
- лженауковими — свідомо експлуатують домисли і забобони. Лженаукове знання часто представляє науку як справу аутсайдерів. Як симптоми лженауки виділяють малограмотний пафос, принципову нетерпимість до спростувальних доводів, а також претензійність. Псевдонаукове знання дуже чутливо до злості дня, сенсації. Його особливістю є те, що воно не може бути об'єднане парадигмою, не може володіти систематичністю, універсальністю. Лженаукові знання співіснують з науковими знаннями. Вважається, що псевдонаукове знання виявляє себе і розвивається через квазінаукове;
- квазінауковими — вони шукають собі прихильників, спираючись на методи насильства і примушення. Квазінаукове знання, як правило, розцвітає в умовах строгої ієрархированной науки, де неможлива критика можновладців, де жорстко проявлений ідеологічний режим;
- антинауковими — як утопічні і свідомо спотворюючи уявлення про дійсність. Приставка «анти» звертає увагу на те, що предмет і способи дослідження протилежні науці. З ним зв'язують одвічну потребу у виявленні загального легко доступних «ліків проти усіх хвороб». Особливий інтерес і тяга до антинауки виникає в періоди соціальної нестабільності. Але хоча даний феномен достатньо небезпечний, принципового позбавлення від антинауки відбутися не може;
- псевдонауковими — є інтелектуальною активністю, що спекулює на сукупності популярних теорій, наприклад, історії про стародавніх астронавтів, про снігову людину, про чудовисько з озера Лох-Несс;
- повсякденно-практичними — що доставляли елементарні відомості про природу і навколишню дійсність. Люди, як правило, мають в своєму розпорядженні великий обсяг буденного знання, яке проводиться повсякденно і є початковим пластом всякого пізнання. Іноді аксіоми розсудливості протирічать науковим положенням, перешкоджають розвитку науки. Іноді, навпаки, наука довгим і важким шляхом доказів і спростувань приходить до формулювання тих положень, які давно затвердили себе в середовищі буденного знання. Буденне знання включає і здоровий глузд, і прикмети, і повчання, і рецепти, і особистий досвід, і традиції. Воно хоч і фіксує істину, але робить це не систематично і бездоказово. Його особливістю є те, що воно використовується людиною практично не усвідомлено і в своєму застосуванні не вимагає попередніх систем доказів. Інша його особливість — принципово неписьменний характер.
- особистісними — залежні від здібностей того або іншого суб'єкта і від особливостей його інтелектуальної пізнавальною діяльності.

«Народна наука» є особливою формою позанаукового і ірраціонального знання, яка в наш час[коли?] стала справою окремих груп або окремих суб'єктів: знахарів, цілителів, екстрасенсів, а раніше шаманів, жерців, старійшин роду. При своєму виникненні народна наука виявляла себе як феномен колективної свідомості і виступала як етнонаука. У епоху домінування класичної науки вона втратила статус інтерсуб'єктивності розташувалася на периферії, далеко від центру офіційних експериментальних і теоретичних досліджень. Як правило, народна наука існує і транслюється в неписьменній формі від наставника до учня. Вона також іноді виявляється у вигляді заповітів, повчань, ритуалів тощо.

### За місцем знаходження
Виділяють: особові (неявні, приховані) знання і формалізовані (явні) знання;
Неявні знання[джерело?]:
- знання людей[джерело?]

Формалізовані (явні) знання[джерело?]:
- знання в документах
- знання на компакт-диск дисках та інших зовнішніх носіях
- знання в персональних комп'ютерах
- знання в інтернеті.

### Суб'єктивно-об'єктивні знання
У своїй філософії Іммануїл Кант цікавився тим, чи повністю знання людини випливають із досвіду. Кант переосмислює саме поняття суб'єкта і вперше у філософії ставить питання про загальність суб'єкта, встановлює відмінність між суб'єктивними і об'єктивними елементами знання в самому суб'єкті. Зрештою, він намагається розв'язати проблему, як можливе достовірне наукове знання.
Достовірність та об'єктивність знання, за Кантом, зумовлена трансцендентальним (надіндивідуальним) рівнем суб'єкта пізнання, якому за природою притаманні деякі вроджені (додосвідні, апріорні) форми знання про реальність: простір, час, форми розуму.

### Прикладний аспект
З прикладної точки зору «знання» поділяють на дві групи:
- ті, що дозволяють розв'язувати задачі в житті та діяльності, тобто досягати результатів
- ті, що не призначено для досягання результатів[24]

## Управління знаннями
Управління знаннями (англ. Knowledge Management) передбачає розуміння способів, яким знання використовується і розповсюджується в організаціях і розглядає знання як те, що співвідноситься з самим собою і можливе для повторного використання. Повторне використання означає, що визначення знання перебуває в стані постійної зміни. Управління знаннями трактує знання як форму інформації, яка наповнена контекстом, заснованому на досвіді. Інформація — це дані, які істотні для спостерігача через їхню значущість. Дані можуть бути предметом спостереження, але не обов'язково повинні бути ним. У цьому сенсі знання складається з інформації, підкріпленої наміром або напрямом. Цей підхід знаходиться у згоді з DIKW моделлю, яка розташовує дані, інформацію, знання, мудрість у вигляді піраміди за ступенем корисності.

## Безпосереднє знання
Безпосереднє (інтуїтивне) знання є продуктом інтуїції — здатності осягнення істини шляхом прямого її спостереження і без обґрунтування за допомогою доказів.
За визначенням Е. Берна: 
| «інтуїція є підсвідоме знання без слів, яке ґрунтується на підсвідомих спостереженнях без слів, і за слушних обставин це знання надійніше, ніж знання, що ґрунтується на свідомих спостереженнях»[28]. |
Процес наукового пізнання, а також різні форми художнього освоєння світу не завжди здійснюються в розгорненому, логічно і фактично доказовому вигляді. Нерідко суб'єкт схоплює думкою складну ситуацію, наприклад під час військової битви, визначення діагнозу, винуватості або невинуватості звинуваченого. Роль інтуїції особливо велика там, де необхідний вихід за межі існуючих прийомів пізнання для проникнення в невідоме. Але інтуїція не є щось безрозсудне або надрозумне. У процесі інтуїтивного пізнання не усвідомлюються всі ті ознаки, за якими здійснюється висновок, і ті прийоми, за допомогою яких він робиться. Інтуїція не складає особливого шляху пізнання, що йде в обхід відчуттів, уявлень і мислення. Вона є своєрідним типом мислення, коли окремі ланки процесу мислення проносяться в свідомості більш-менш несвідомо, а гранично ясно усвідомлюється саме підсумок думки — істина.
Інтуїції буває достатньо для розсуду істини, але її недостатньо, щоб переконати в цій істині інших і самого себе. Для цього необхідно мати доказ.

## Життєві знання
Життєві знання, як правило, зводяться до констатації фактів і їхнього опису, тоді як наукові знання піднімаються до рівня пояснення фактів, осмислення їх в системі понять даної науки, включаються до складу теорії.

## Наукові (теоретичні) знання
Науковому знанню властиві логічна обґрунтованість, відтворюваність пізнавальних результатів.

### Емпіричні (досвідні) знання
Емпіричні знання отримують в результаті застосування емпіричних методів пізнання — спостереження, вимірювання, експерименту. Це знання про видимі взаємозв'язки між окремими подіями і фактами в наочній області. Воно, як правило, констатує якісні і кількісні характеристики об'єктів і явищ. Емпіричні закони часто носять ймовірнісний характер і не є строгими.

### Теоретичні знання
Теоретичні уявлення виникають на основі узагальнення емпіричних даних. В той же час вони впливають на збагачення і зміну емпіричних знань.
Теоретичний рівень наукового знання припускає встановлення законів, що дають можливість сприйняття, що ідеалізується, описи і пояснення емпіричних ситуацій, тобто пізнання сутності явищ. Теоретичні закони мають більш суворий, більш формальний характер, в порівнянні з емпіричними.
Терміни опису теоретичного знання відносяться до ідеалізованих, абстрактних об'єктів. Подібні об'єкти неможливо піддати безпосередній експериментальній перевірці.
Для експертних оцінок процесу появи нових знань використовують обсяг знання, накопичений в бібліотеках. Експериментальним шляхом вивчають здатність людини видобувати інформацію в процесі самонавчання на нормованих за інформацією середовищах. Поки неможливо в повному обсязі зміряти темпи виробництва знання, оскільки немає адекватних універсальних моделей.

## Цитати
Іммануїл Кант:

| «В наш час накопичилась величезна кількість знань, гідних вивчення. Скоро наші здібності будуть надто слабкими, а життя надто коротким, щоб засвоїти хоча б одну найкориснішу частину цих знань»[джерело?]. |
Семюел Джонсон

| «Знання буває двох видів. Ми або знаємо предмет самі, або знаємо, де можна знайти про нього відомості»[джерело?]. |